# Kocher (Kochgerät)

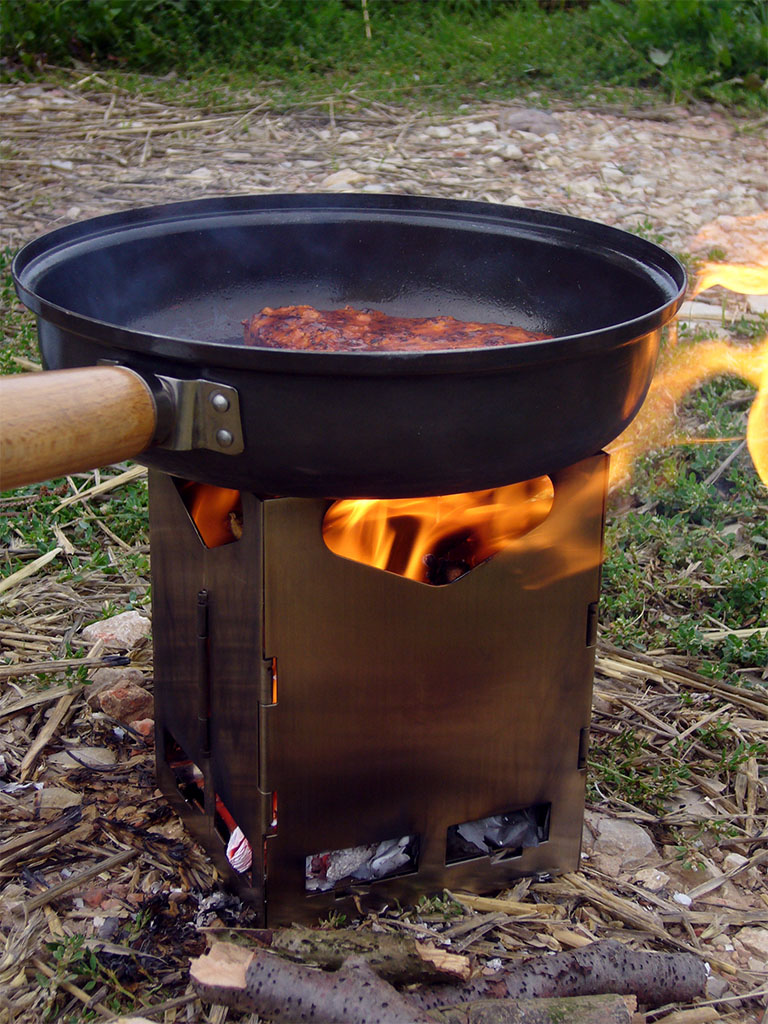
Faltbarer Holzkocher

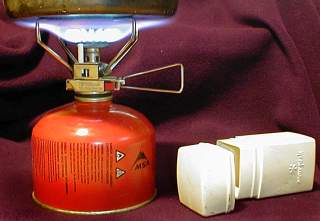
Kompakter Gaskocher auf Gaskartusche (rot) mit Transportbox (rechts)

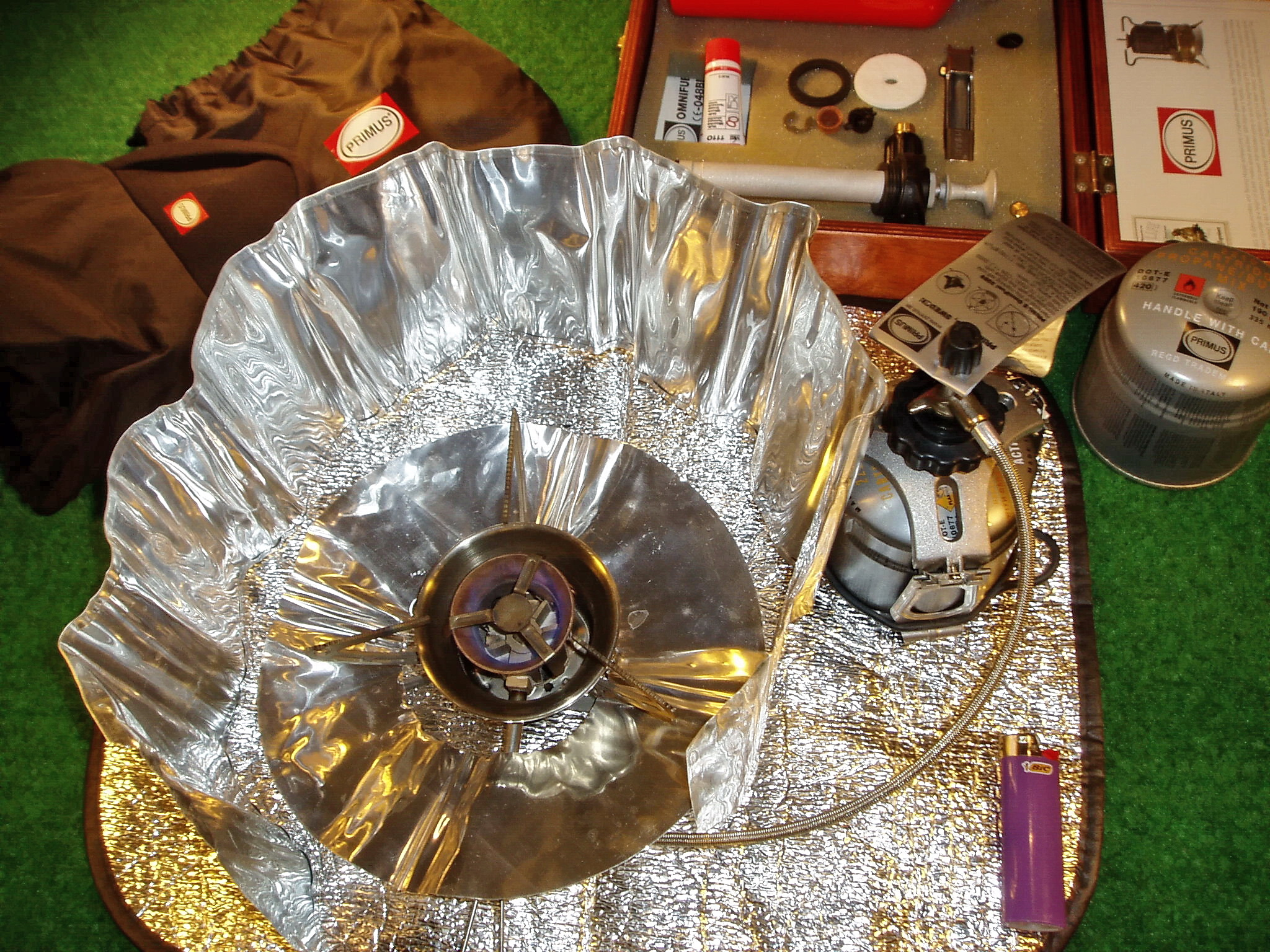
Ein Multifuel-Camping-Kocher mit Windschutz und Reflektoren

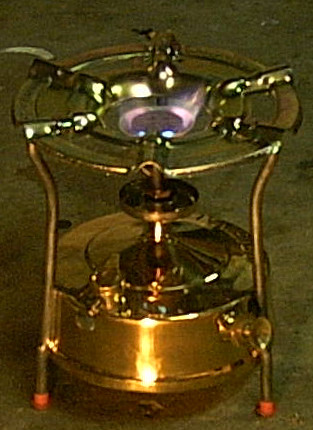
Typischer Petroleum-Kocher im klassischen Design; bis heute z. B. in Indien gebräuchlich, wo Petroleum in ländlichen Gebieten ein verbreiteter Brennstoff ist.

Der Kocher ist ein transportables Gerät zum Erhitzen und Kochen von Speisen und Getränken. Er wird vorwiegend zur Zubereitung des Proviants bei Wanderungen, Trekkingtouren, Expeditionen oder sonstigen längeren Aufenthalten in freier Natur benutzt. Stationäre Geräte werden als Herd bezeichnet. Mobile Geräte für den Außeneinsatz und mit hoher Verpflegungskapazität, wie sie zum Beispiel vom Militär eingesetzt werden, gelten als Feldkochherd.
Es gibt Kocher für feste, flüssige und gasförmige Brennstoffe sowie Kocher, die mit der direkten Einstrahlung des Sonnenlichtes arbeiten.
- Im Holzkocher (zum Beispiel im Hobokocher) werden vorwiegend vor Ort gesammeltes Holz, Reisig, Baumrinde, Tannenzapfen oder ähnliche, brennbare Naturprodukte verwendet. Die besondere Form dieses Kochers dient der effektiven Luftzufuhr, die teilweise auch durch ein batteriebetriebenes Gebläse unterstützt wird. Sein Vorteil ist, dass der Brennstoff in Wäldern reichlich vorhanden ist und daher – entsprechendes Wandergebiet vorausgesetzt – nicht weit getragen werden muss.
- Der Esbit-Kocher verwendet Trockenspiritus in Würfelform als Brennstoff; er ist die einfachste und billigste Form eines Kochers. Seine Heizleistung ist allerdings sehr gering, so dass er hauptsächlich zum Erwärmen von Speisen verwendet wird. Wirkliches Kochen gelingt nur beim Erhitzen von kleinen Mengen.
- Der Spirituskocher verbrennt Spiritus, oft unter Beigabe von Wasser, das die Rußbildung vermindert. Seine Vorzüge liegen in der einfachen, billigen Bauweise und der unkomplizierten Handhabung, denn Spiritus ist nicht explosionsgefährlich; die Nachteile sind eine vergleichsweise geringe Heizleistung und schwere Entzündbarkeit bei tiefen Temperaturen. Zu der Gruppe der Spirituskocher zählt auch der Trangiakocher.
- Der Benzinkocher arbeitet mit Benzin (Tankstellennormalbenzin oder gereinigtes Waschbenzin) als Brennstoff. Manche Ausführungen können als Mehrstoffkocher (meistens mit speziellen Düsen) auch Petroleum, Kerosin, Dieselkraftstoff/Heizöl und Flüssiggas verbrennen. Da abgesehen vom Flüssiggas alle diese Brennstoffe vor der Verbrennung durch Erhitzen in den gasförmigen Zustand überführt werden müssen, um nicht übermäßig zu rußen, sind dafür geeignete Kocher relativ kompliziert in Konstruktion und Handhabung.
- Der Petroleumkocher funktioniert mit Petroleum.
- Der Gaskocher verwendet Flüssiggas (Propan oder Butan) in Druckflaschen (Gaskartuschen). Vorteile sind die einfache Handhabung und gute Regulierbarkeit. Bei großer Kälte funktionieren sie jedoch nicht oder nur schlecht, und die nötigen Druckbehälter erhöhen das Gewicht des mitzuführenden Brennstoffs. Zudem muss das Anschlusssystem der Kartuschen zum Kocher passen; da es hierfür unterschiedliche Systeme gibt, kann das zu Versorgungsproblemen führen.
- Ein Solarkocher ist eine Vorrichtung, um mit der Energie des Sonnenlichts Wärme zu erzeugen. Er wird vorwiegend zur Zubereitung des Proviants bei Wanderungen, Trekkingtouren, Expeditionen sowie bei längeren Aufenthalten in freier Natur benutzt. In vielen Regionen der Erde wird zum Teil ausschließlich mit Solaröfen gebacken, gekocht und Trinkwasser entkeimt, zum Beispiel in den armen Ländern Afrikas, wo viele Familien keinen Strom- oder Gasanschluss haben, die Sonne aber fast jeden Tag scheint. Das einfache Konzept dieser Kochstelle funktioniert auch auf anderen Kontinenten, denn die Sonne als Alternative zu fossilen Brennstoffen ist überall kostenlos vorhanden.
- Tischkocher dienen vor allem dem Erwärmen und Warmhalten von Speisen bei Tisch, wie etwa bei der Zubereitung von Fondue. Sie können mit Brennspiritus, Brennpaste oder auch elektrisch betrieben sein. Zum Warmhalten genügen auch Teelichter.
- Der Elektrokocher  ist eine kleine, transportable Form des Elektroherds mit einer oder zwei Kochplatten.
- Der Pflanzenölkocher verwendet als Brennstoff Pflanzenöl und wurde insbesondere für die Verwendung in Entwicklungsländern konzipiert und soll dort Holz und fossile Brennstoffe wie zum Beispiel Petroleum ablösen.
- Der Wasserkocher verkörpert ein abweichendes Bauprinzip, da hier der Behälter für die zu erhitzende Flüssigkeit Bestandteil des Gerätes ist.